# Kent-Are Antonsen
Kent-Are Antonsen (ur. 12 lutego 1995 w Storsteinnes) – norweski piłkarz występujący na pozycji środkowego pomocnika w norweskim klubie Tromsø IL.

## Kariera klubowa

### Tromsø IL
W 2011 roku dołączył do akademii Tromsø IL. W 2013 roku został przesunięty do pierwszej drużyny. Zadebiutował 29 czerwca 2013 w meczu Eliteserien przeciwko Strømsgodset IF (3:1). 19 września 2013 zadebiutował w fazie grupowej Ligi Europy UEFA w meczu przeciwko Tottenham Hotspur (3:0). W sezonie 2013 jego zespół zajął przedostatnie miejsce w tabeli i spadł do OBOS-ligaen. W sezonie 2014 jego drużyna zajęła drugie miejsce w tabeli i powróciła do najwyższej ligi. Pierwszą bramkę zdobył 5 czerwca 2015 w meczu Eliteserien przeciwko Molde FK (2:0). W sezonie 2019 jego zespół zajął przedostatnie miejsce w tabeli i spadł do OBOS-ligaen. Po jednym sezonie spędzonym na drugim poziomie rozgrywkowym, jego drużyna zdobyła mistrzostwo ligi i awansowała do Eliteserien.

## Statystyki
(aktualne na dzień 9 sierpnia 2021)
| Klub               | Sezon              | Liga               | Liga  | Liga   | Puchar kraju | Puchar kraju | Europa | Europa | Suma  | Suma   |
| Klub               | Sezon              | Liga               | Mecze | Bramki | Mecze        | Bramki       | Mecze  | Bramki | Mecze | Bramki |
| ------------------ | ------------------ | ------------------ | ----- | ------ | ------------ | ------------ | ------ | ------ | ----- | ------ |
| Tromsø IL          | 2013               | Eliteserien        | 9     | 0      | 0            | 0            | 4      | 0      | 13    | 0      |
| Tromsø IL          | 2014               | OBOS-ligaen        | 26    | 0      | 2            | 0            | 0      | 0      | 28    | 0      |
| Tromsø IL          | 2015               | Eliteserien        | 28    | 3      | 2            | 0            | –      | –      | 30    | 3      |
| Tromsø IL          | 2016               | Eliteserien        | 24    | 1      | 3            | 1            | –      | –      | 27    | 2      |
| Tromsø IL          | 2017               | Eliteserien        | 25    | 1      | 2            | 0            | –      | –      | 27    | 1      |
| Tromsø IL          | 2018               | Eliteserien        | 29    | 5      | 3            | 0            | –      | –      | 32    | 5      |
| Tromsø IL          | 2019               | Eliteserien        | 27    | 1      | 1            | 0            | –      | –      | 28    | 1      |
| Tromsø IL          | 2020               | OBOS-ligaen        | 27    | 11     | 0            | 0            | –      | –      | 27    | 11     |
| Tromsø IL          | 2021               | Eliteserien        | 13    | 1      | 1            | 1            | –      | –      | 14    | 2      |
| Tromsø IL          | Ogólnie            | Ogólnie            | 208   | 23     | 14           | 2            | 4      | 0      | 226   | 25     |
| Ogólnie w karierze | Ogólnie w karierze | Ogólnie w karierze | 208   | 23     | 14           | 2            | 4      | 0      | 226   | 25     |

## Sukcesy

### Tromsø IL
- Mistrzostwo OBOS-ligaen (1×): 2020
- Wicemistrzostwo OBOS-ligaen (1×): 2014